# قائمة المواضيع المنسوبة إلى كارل فريدريش غاوس
تنسب مواضيع هذه اللائحة إلى كارل فريدريش غاوس( 1777-1855). هناك أزيد من مائة موضوع ينسب إلى هذا العالم الألماني كلها في مجالات الرياضيات والفيزياء والفلك.

## مواضيع تتضمن اسم غاوس
- جائزة كارل فريدريش غاوس،
- غاوس (وحدة)، وحدة للحقل المغناطيسي (B)
- مبرهنة غاوس-بونيت
- معادلات غاوس-كوداتزي
- تربيع غاوس-هيرمت
- تربيع غاوس-جاكوبي
- صيغة تربيع غاوس-كرونرود
- عملية غاوس-ماركوف
- مبرهنة غاوس-ماركوف
- مبرهنة غاوس-لوكاس
- صيغة مساحة غاوس
- منحني غاوس
- نبضة غاوس

## إنجازات أخرى لغاوس

### حدسيات غاوس
- مبرهنة الأعداد الأولية
- معضلة غاوس المتعلق بالدائرة
- غاوس حقق تقدما نحو برهان حدسية كيبلر